# Аксьонов Ігор Володимирович
Ігор Володимирович Аксьонов (рос. Игорь Владимирович Аксёнов, *11 серпня 1977, Калінін) — колишній російський футболіст, півзахисник.

## Кар'єра

### Клубна
Вихованець футбольної школи ФК «Торіон-Волга», яку закінчив у 1994 році.
1. 1994-1995 «Торіон-Волга»
2. 1996-1998 «Арсенал» Тула
3. 1999-2001  ЦСКА (М)
4. 2000 «Локомотив» НН
5. 2001 ЦСКА М (резервісти)
6. 2002-2003 «Анжі»
7. 2003 «Кристал» С
8. 2003-2004 «Кубань»
9. 2006 «Нара-Десна»
10. 2006-2007 «Актобе»
11. 2007-2008 «Астана»
12. 2008 «Волга» Т
13. 2009 «Дмитров»
14. 2010 «Волга» Т

### Збірна
У молодіжній збірній Росії провів 6 матчів у відборі на молодіжний Євро-2000. Дебют відбувся 10 жовтня 1998 року, останній матч зіграв 17 листопада 1999 року.

## Досягнення

### Командні
- Срібний призер Чемпіонату Казахстану 2006 року у складі ФК «Актобе»
- Бронзовий призер Чемпіонату Росії 1999 року разом з ЦСКА (Москва)
- Володар малих срібних медалей Чемпіонату Росії 2003 року у складі ФК «Кубань» (Краснодар)